# Montgomery Clift
Pour les articles homonymes, voir Clift.
Edward Montgomery Clift [ˈɛdwɚd mɒntˈɡʌməri klɪft], né le 17 octobre 1920 à Omaha (Nebraska) et mort le 23 juillet 1966 à New York, est un acteur américain.

## Biographie

### Enfance
Montgomery Clift naît en 1920, précédé par Roberta sa sœur jumelle. Il a un frère, nommé Brooks, de dix-huit mois son aîné. William, le père, gagne aisément sa vie dans le secteur bancaire.
Durant ses jeunes années, sa mère est très présente et tente d'éduquer ses enfants de façon aristocratique ; bien que cette tentative soit malmenée durant les années 1930 et la crise des marchés financiers.
Surnommé par ses proches « Monty », il fait, à 13 ans, ses débuts sur scène à Broadway.

### Débuts professionnels
Servi par un physique avantageux, Montgomery Clift se fait rapidement une solide réputation d'acteur. Au début des années 1940, l'actrice Libby Holman — qu'il ne laisse pas indifférente — produit à son intention la pièce Mexican Mural. Cette relation avec l'actrice est probablement la dernière relation hétérosexuelle de Clift, Libby Holman constatant, comme d'autres femmes, son homosexualité.
L'influence de l'actrice n'en est pas moins importante sur la carrière de Clift. Suivant ses conseils, il repousse les offres des studios hollywoodiens, Holman considérant qu'il doit auparavant perfectionner son jeu dans le but de pouvoir interpréter nombre de personnages dans un large registre d'émotions. C'est ainsi que l'acteur refuse de tourner dans Boulevard du crépuscule (1950), Le train sifflera trois fois (1952) et À l'Est d'Eden (1955).

### Acteur de cinéma

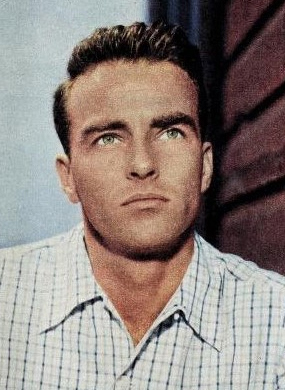
Montgomery Clift en 1954.

Montgomery Clift a pourtant débuté au cinéma en 1948 sous la direction d'Howard Hawks, incarnant le fils adoptif de John Wayne dans le western La Rivière rouge. Si cette première prestation est remarquée, l'année suivante, le comédien remporte son premier succès personnel avec Les Anges marqués de Fred Zinneman, pour lequel il obtient sa première nomination aux Oscars.
En 1951, grâce à son interprétation d'un jeune employé issu d'un milieu modeste, dans le mélodrame Une place au soleil, il devient l'une des plus grandes vedettes d'Hollywood. Il partage l'affiche avec Shelley Winters et Elizabeth Taylor. C'est avec cette dernière le début d'une grande amitié qui perdure au fil des années. Le film obtient un grand succès et le quotidien de Clift en est changé. Désormais, il a autour de lui quotidiennement nombre d'admiratrices et de photographes.
En 1953, Zinneman le dirige à nouveau dans Tant qu'il y aura des hommes, un film de guerre qui bouscule les codes et les conventions, traitant d'adultère, de prostitution, d'alcoolisme, de racisme et de torture, dans une Amérique alors en proie à la chasse aux activités antiaméricaines qu'impose le maccarthysme. Clift obtient sa seconde nomination à l'Oscar du meilleur acteur.
Avec Marlon Brando, Clift est alors l'acteur le plus prisé des réalisateurs de renom : Alfred Hitchcock le dirige dans La Loi du silence (1953), Vittorio De Sica dans Station Terminus (1953). Malgré le succès et une carrière alors à son sommet, la réussite n'apporte pas le bonheur à l'acteur et l'effraie plutôt. Épuisé par le tournage en quelques mois de trois films, il se retire.
Peu à peu, la prise régulière de pilules — prescrites pour soigner des allergies — et l'alcool deviennent de véritables addictions. Son état de santé est tel qu'il ne tourne plus durant trois ans.

### Accident et second retour sur les écrans
En 1956, Montgomery Clift reprend le chemin des studios. Partageant une nouvelle fois l'affiche avec Elizabeth Taylor, il tourne L'Arbre de vie dirigé par Edward Dmytryk. Sans elle, Clift ne serait peut-être jamais revenu au cinéma et il semble serein sans doute pour la première fois de sa carrière. Tout s'interrompt le 12 mai, jour où le comédien est victime d’un accident au volant de sa Chevrolet Bel Air ; il heurte un pylône à une centaine de mètres de la propriété d'Elizabeth Taylor. C'est d'ailleurs cette dernière qui lui sauve la vie, en retirant ses dents arrachées qui menaçaient de l'étouffer. Il en sort défiguré. Malgré les tentatives de la chirurgie plastique, son visage n'est plus jamais le même.
Malgré tout, sa carrière se poursuit et, en 1958, il entreprend un second retour sous la direction une fois encore de Dmytryk dans Le Bal des maudits. Marlon Brando, qui partage l'affiche avec lui, tente de l'aider à surmonter ses problèmes d'alcoolisme et les multiples dépendances qui fragilisent sa santé.
L'année suivante, il retrouve son amie Elizabeth Taylor pour le tournage de Soudain l'été dernier que réalise Joseph L. Mankiewicz. C'est elle qui l'impose à la production et au cinéaste. Pour la première fois, Clift n'incarne pas un être angoissé et son interprétation d'un médecin devant effectuer une lobotomie sur une patiente, mais qui auparavant va chercher à comprendre la raison de sa psychose, constitue l'un des sommets de sa carrière.
Très actif, il tourne en 1960 pour Elia Kazan dans Le Fleuve sauvage, un tournage difficile où, plus que jamais, il se bat contre ses addictions, son alcoolisme semblant sans fin. À l'écran, il apparaît très amaigri et fatigué.

### Déclin et disparition
Au début des années 1960, l'image de Montgomery Clift n'est plus la même. Il est loin à présent de l'image du jeune premier aux milliers d'admiratrices. Son attitude sur les tournages le pénalise.
Malgré cette mauvaise réputation et faisant fi des médisances, le cinéaste John Huston l'engage pour son prochain film Les Désaxés (1961), avec en vedette Marilyn Monroe et Clark Gable. Le tournage est éprouvant et difficile, Clift allant de mal en pis. Toujours devant la caméra de Huston, il incarne ensuite Sigmund Freud dans Freud, passions secrètes (1962). La relation entre l'acteur et le réalisateur se dégrade, leurs personnalités diffèrent et Huston a bien du mal à admettre l'homosexualité de son interprète. Clift, qui peine à se souvenir de son texte, est malmené par le réalisateur. Sur le plateau, deux camps s'affrontent, l'un soutenant Huston, l'autre Clift. Un temps, Universal projette de remplacer celui-ci par Eli Wallach, mais y renonce finalement.

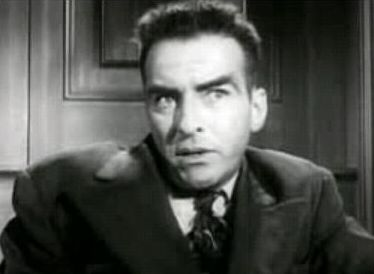
Montgomery Clift dans Jugement à Nuremberg (1961).

La même année, l'acteur obtient une nouvelle nomination à l'Oscar, cette fois du meilleur second rôle pour son interprétation dans le film de procès Jugement à Nuremberg de Stanley Kramer.
Au milieu des années 1960, l'acteur interrompt complètement sa carrière. Son intérêt pour le septième art n'est plus le même et il quitte les studios californiens pour New York. Le réalisateur français François Truffaut le veut dans son film suivant, Fahrenheit 451 (1966), mais l'acteur décline l'offre.
La même année, L'Espion de Raoul Levy voit la dernière apparition de Montgomery Clift sur les écrans. Il consent cependant à participer au film de John Huston, Reflets dans un œil d'or, uniquement parce qu’il a à nouveau l'occasion de partager l'affiche avec Elizabeth Taylor. Mais le destin en décide autrement : le 23 juillet 1966, son compagnon Lorenzo James entrant dans sa chambre le découvre mort, terrassé par un infarctus.
De sa disparition, le professeur d'art dramatique Robert Lewis dira : « Sa mort a été appelée le plus long suicide de l'histoire. »
Montgomery Clift est inhumé à Brooklyn au cimetière quaker de Prospect Park. Sa pierre tombale, perdue parmi les autres, n'est pas libre d'accès. Sa famille a justifié ce choix pour préserver la « paix éternelle » de l'acteur.
En juin 2006, sa résidence en brownstone (grès rouge) de New York, située au 217 East 61 Street, a été proposée à la vente pour la somme de 5,5 millions de dollars. L'acteur en avait fait l'acquisition en 1960 et c'est d'ailleurs dans cette demeure qu'il est mort en 1966. Sur le mur en brownstone du côté de la rue, une plaque commémorative y avait été apposée, mais elle fut finalement enlevée car trop de curieux venaient devant cette demeure s'y faire photographier et importunaient les propriétaires.

### Vie privée

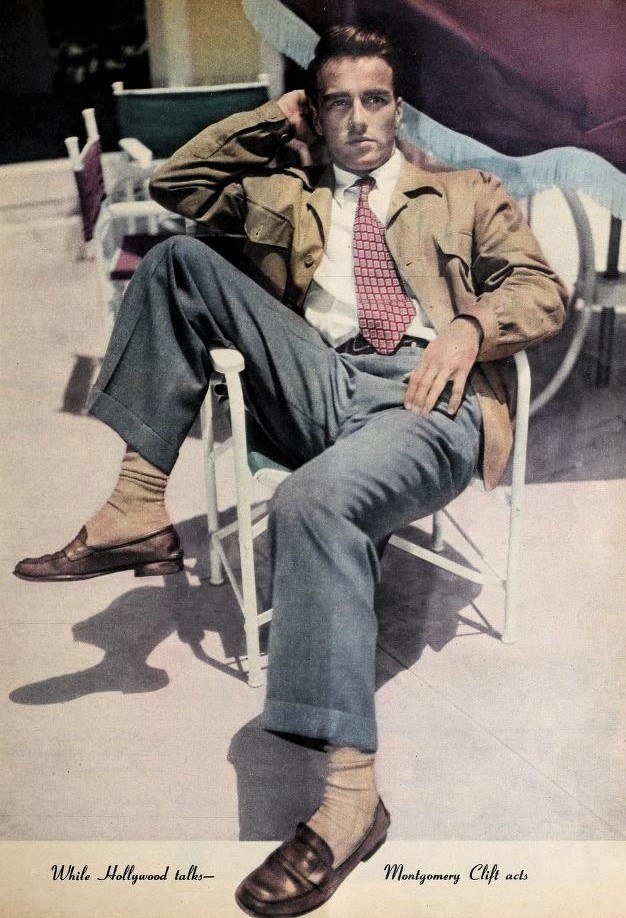
Photo publicitaire de l'acteur parue en décembre 1948 dans le magazine Photoplay.

Plusieurs des biographes centrées sur Montgomery Clift le présentent comme étant bisexuel,,,,.
L’acteur a eu une relation avec sa collègue Libby Holman, qui est probablement sa principale et dernière relation hétérosexuelle. Au début des années 1950, il évolue vers un comportement amoureux uniquement homosexuel, et cela même s'il entretient des liens amicaux forts avec certaines relations féminines venues du théâtre, des relations largement encouragées par les publicitaires des studios.
L'acteur ne supportant plus « le regard des autres sur sa sexualité » quitte Hollywood pour New York et se désintéresse du cinéma. Au moment de sa disparition, il envisageait de tourner un nouveau film — Reflets dans un œil d'or de John Huston — uniquement parce qu'il aurait eu, une nouvelle fois, comme partenaire, son amie Elizabeth Taylor, avec laquelle il entretenait depuis le début des années 1950 une solide et durable relation mi-amicale mi-amoureuse, qui serait restée purement platonique. Il fut très lié avec Myrna Loy durant le tournage de Cœurs brisés, à tel point que persistaient des rumeurs de mariage entre les deux.

## Filmographie

### Télévision
- 1939 : Hay Fever d'Ed Sobol : l'enfant cadet

### Cinéma
- 1948 : La Rivière rouge (Red River) d’Howard Hawks : Matthew Garth
- 1948 : Les Anges marqués (The Search) de Fred Zinnemann : Ralph « Steve » Stevenson
- 1949 : L’Héritière (The Heiress) de William Wyler : Morris Townsend
- 1950 : La Ville écartelée (The Big lift) de George Seaton : le Sgt. 1st Class Danny MacCullough
- 1951 : Une place au soleil (A Place in the sun) de George Stevens : George Eastman
- 1953 : La Loi du silence (I Confess) d’Alfred Hitchcock : le père Michael William Logan
- 1953 : Tant qu’il y aura des hommes (From here to eternity) de Fred Zinnemann : Robert Lee Prewitt
- 1954 : Station Terminus (Stazione Termini) de Vittorio De Sica : Giovanni Doria
- 1957 : L’Arbre de vie (Raintree county) d’Edward Dmytryk : John Wickliff Shawnessy
- 1958 : Le Bal des maudits (The Young Lions) d’Edward Dmytryk : Noah Ackerman
- 1958 : Cœurs brisés (Lonelyhearts) de Vincent J. Donehue : Adam White
- 1959 : Soudain l’été dernier (Suddenly last summer) de Joseph L. Mankiewicz : le docteur Cukrowicz
- 1960 : Le Fleuve sauvage (Wild river) d’Elia Kazan : Chuck Glover
- 1961 : Les Désaxés (The Misfits) de John Huston : Perce Howland
- 1961 : Jugement à Nuremberg (Judgment at Nuremberg) de Stanley Kramer : Rudolph Petersen
- 1962 : Freud, passions secrètes (Freud) de John Huston : Sigmund Freud
- 1966 : L’Espion de Raoul Lévy : le professeur James Bower

## Théâtre
En 1954, il adapte et joue La Mouette de Tchekhov.

## Pièce radiophonique
- 1964 : La Ménagerie de verre, pièce de Tennessee Williams, avec Jessica Tandy, Julie Harris et David Wayne

## Distinctions
- Oscars 1949 : nomination à l'Oscar du meilleur acteur pour Les Anges marqués
- Oscars 1952 : nomination à l'Oscar du meilleur acteur pour Une place au soleil
- Oscars 1954 : nomination à l'Oscar du meilleur acteur pour Tant qu'il y aura des hommes
- Hollywood Walk of Fame 1960 : Etoile d'honneur
- Oscars 1962 : nomination à l'Oscar du meilleur acteur dans un second rôle pour Jugement à Nuremberg
- Golden Globes 1962 : nomination au Golden Globe du meilleur acteur dans un second rôle pour Jugement à Nuremberg
- Baftas 1962 : nomination au Bafta du meilleur acteur étranger pour Jugement à Nuremberg